# Claes Bang
Claes Kasper Bang, mejor conocido artísticamente como Claes Bang (28 de abril de 1967), es un actor y músico danés conocido por interpretar a Christian en la película The Square (de Ruben Östlund), papel por el cual ganó el premio europeo a mejor actor (Se convirtió en el primer danés en obtenerlo). Recientemente interpretó al conde Drácula en la miniserie de Netflix y la BBC. Actualmente participa en la serie de Apple TV: The New Look en el papel de Spatz un agente Nazi, que enamora y engaña a Coco Chanel, para sus fines y los del gobierno Nazi.  

## Biografía
Desde 2002 ha realizando más de 300 veces un monólogo basado en novela Evil de Jan Guillou (incluido en 2015 la adaptación en inglés en el St. James Theatre en Londres).
Interpretó el papel protagonista de Cristian en la película The Square en 2017 que ganó la Palme d'Or en el Festival de Cannes de 2017 así como el  European Film Award for Best Actor, es el primer danés en conseguirlo. En noviembre de 2018, Bang fue elegido para interpretar al conde Drácula en la miniserie de Netflix y la BBC "Drácula" que salió a la luz en 2020.

## Vida personal
En 2010 se casó con la estilista Lis Louis-Jensen. Es padrastro de sus 2 hijos y abuelastro de un nieto

## Filmografía

### Películas
| Año  | Título                          | Papel                 | Comentarios                           |
| ---- | ------------------------------- | --------------------- | ------------------------------------- |
| 1998 | On Our Own                      | Politibetjent         |                                       |
| 1999 | Fast Lane                       | Jesper                |                                       |
| 2001 | Now Look at Me                  | Ungdomsfoto           | Corto                                 |
| 2003 | Regel nr. 1                     | John T                |                                       |
| 2005 | The Comedian                    | Oliver                | Corto                                 |
| 2005 | Nynne                           | Henrik                |                                       |
| 2005 | Far til fire gi'r aldrig op     | Gymnastiklærer        |                                       |
| 2006 | A Soap                          | Mand 2                |                                       |
| 2007 | Carls engle                     | Man in Cemetery       | Corto                                 |
| 2008 | Take the Trash                  | Lars                  |                                       |
| 2008 | Make My Day                     | Doctor                | Corto                                 |
| 2009 | Bastarden                       | Benjamin              | Corto                                 |
| 2011 | Jungle Child                    | Herb                  |                                       |
| 2012 | Lærkevej - til døden os skiller | Per                   |                                       |
| 2013 | Educating Peter                 | Faderen               | Corto                                 |
| 2014 | Unga Sophie Bell                | Klaus                 |                                       |
| 2015 | Rettet Raffi!                   | Henry Wiese           |                                       |
| 2017 | The Square                      | Christian             |                                       |
| 2018 | Hotel Boy                       | Stefan                | Corto                                 |
| 2018 | The Girl in the Spider's Web    | Jan Holtser           |                                       |
| 2019 | The Glass Room                  | Viktor                |                                       |
| 2019 | The Burnt Orange Heresy         | James Figueras        |                                       |
| 2019 | Lyrebird                        | Captain Joseph Piller |                                       |
| 2019 | The Last Vermeer                | Captain Joseph Piller |                                       |
| 2020 | The Bay of Silence              | Will Walsh            | Bang fue también productor ejecutivo. |
| 2021 | Locked Down                     | Essien                |                                       |
| 2021 | Drawback                        | Louis                 | Cortometraje                          |
| 2022 | The Northman                    | Fjölnir               | Posproducción                         |
| TBA  | It Is In Us All                 | Jack Considine        | Posproducción                         |

### Televisión
| Año       | Título                                      | Papel                      | Comentarios                                      |
| --------- | ------------------------------------------- | -------------------------- | ------------------------------------------------ |
| 1997      | Taxa                                        | Kriminalbetjent            | Episodio: "8"                                    |
| 1998      | Taxa                                        | Betjent                    | Episodio: "29:                                   |
| 1998      | Taxa                                        | Betjenten                  | Episodio: "31"                                   |
| 1998-1999 | Taxa                                        | Christian, kriminalbetjent | 2 episodios                                      |
| 2000      | Madsen og Co.                               | Henrik                     | Episodio: "Ud på ski"                            |
| 2000      | Skjulte spor                                | Preben                     | 1 episodio                                       |
| 2000      | Pyrus i alletiders eventyr                  | Udyret                     | Episodio: "På med pilen"                         |
| 2001      | At the Faber                                | Bjarne                     | 4 episodios                                      |
| 2002      | Rejseholdet                                 | Villy                      | Episodio: "Assistancemelding A-3/01"             |
| 2002      | Nikolaj og Julie                            | Kevin                      | 1 episodio                                       |
| 2002      | Langt fra Las Vegas i nærheden af Meyerheim | Dennis                     | Película para la televisión; ausente en créditos |
| 2003      | Langt fra Las Vegas                         | Dennis Randrup             | Episodio: "Mere møs til Dennis"                  |
| 2003      | The Country Doctor                          | Jørn                       | Episodio: "Wiedersehen in Dänemark"              |
| 2006-2008 | Anna Pihl                                   | Martin Krøyer              | cast principal                                   |
| 2008      | Max                                         | Claes Bang, Skuespiller    | Episodio: "Magiske Mester Max"                   |
| 2008-2009 | 2900 Happiness                              | Borgmester Hans Holm       | Cast principal                                   |
| 2010      | Borgen                                      | Tore Gudme                 | Episodio: "Det muliges kunst"                    |
| 2010      | Küstenwache                                 | Tomas Jorgensen            | Episodio: "Am Abgrund"                           |
| 2012      | SOKO Wismar                                 | Urmas Savi                 | Episodio: "Zuckerbrot"                           |
| 2012      | Notruf Hafenkante                           | Holger Lüder               | Episodio: "Unter Brüdern"                        |
| 2013      | Dicte                                       | Arne Bay                   | Episodio: "Liv og legeme - del 1"                |
| 2013      | The Bridge                                  | Claudio                    | 3 episodios                                      |
| 2014      | Alle unter eine Tanne                       | Micha                      | Película para la televisión                      |
| 2015      | Überleben an der Scheidungsfront            | Lars Knudsen               | Película para la televisión                      |
| 2015-2016 | Sibel & Max                                 | Dr. Tobias Olsen           | Cast principal                                   |
| 2016      | Cologne P.D.                                | Jens Jensen                | 2 episodios                                      |
| 2019      | The Affair                                  | Sasha Mann                 |                                                  |
| 2020      | Drácula                                     | Conde Dracula              | Cast principal                                   |

2023    The New Look              Spatz.               Actor Secundario